# یواس‌اس جنسی (۱۸۶۲)
یواس‌اس جنسی (۱۸۶۲) (به انگلیسی: USS Genesee (1862)) یک کشتی بود که طول آن ۲۰۹ فوت (۶۴ متر) بود. این کشتی در سال ۱۸۶۲ ساخته شد.